# Leptoneta convexa
Leptoneta convexa là một loài nhện trong họ Leptonetidae.
Loài này thuộc chi Leptoneta. Leptoneta convexa được Eugène Simon miêu tả năm 1872.